# Marmota bobak
La marmota bobac o marmota de las estepas (Marmota bobak) es una especie de roedor esciuromorfo de la familia Sciuridae que habita en las estepas de Ucrania, Rusia y Asia Central. Su nombre procede de baibak, palabra por la que se la conoce en su lugar de origen. 

## Distribución
Es la única marmota presente en Europa junto con la marmota alpina (Marmota marmota). Antaño ampliamente difundida (llegando hasta Siberia oriental y los límites de Manchuria), hoy en día se encuentra reducida a distintas poblaciones aisladas en zonas protegidas, fruto de la intensa roturación de su hábitat natural y de la caza indiscriminada. Habita tanto en zonas llanas como en las cordilleras de los Urales, Hindu Kush e Himalaya, y la meseta del Tíbet.

## Características
Es una especie de pequeño tamaño y formas más gráciles que las de otras marmotas. El cuerpo mide 58 centímetros a los que se añaden 14,5 de la cola. El pelaje es corto y de color tierra, para camuflarse con el medio.

## Historia natural
Se trata de un animal social que vive en grupos familiares. Estos habitan una madriguera usada durante generaciones, que puede llegar a medir 100 metros de largo y tener hasta tres entradas distintas, con el fin de acceder rápidamente a la seguridad de su interior si aparece alguna amenaza en las zonas circundantes. La profundidad de las galerías puede llegar a los 4 metros, conduciendo a distintas cámaras de hibernación y cría que se conectan entre sí bajo tierra. En caso de que penetre en ella algún depredador, las marmotas cuentan con túneles más finos por los que escapan al exterior rápidamente. Durante la hibernación, los animales se reúnen en grupos de 12 a 15 individuos que se apelotonan para darse calor entre sí. También desarrollan una importante concentración de grasa subcutánea tras atiborrarse de comida durante los tres meses de verano.
La caza humana sigue siendo la principal amenaza para esta especie, que no está regulada en los países donde la marmota bobac habita.

## Subespecies
Se conocen dos subespecies de Marmota bobak:
- Marmota bobak bobak
- Marmota bobak tschaganensis